# اگر عشق مرا داشتی
اگر عشق مرا داشتی عنوان تک‌آهنگی از خواننده و بازیگر سینمای آمریکایی جنیفر لوپز می‌باشد. این تک‌آهنگ از آلبوم نخست او با نام On the six بوده که در سال ۱۹۹۹ ساخته و روانه بازار موسیقی شد. این ترانه پاپ در بیلبورد ۱۰۰تای برتر جایگاه نخست را به خود اختصاص داده بود. آهنگ «اگر عشق مرا داشتی» همچنین از طرف بیلبورد ریتمیک ایرپلی (به انگلیسی:Billboard Rhythmic Airplay) و جدول موسیقی ۴۰تای برتر هلند بهترین آهنگ شناخته شد. نماهنگ این ترانه نیز توسط پاول هانتر کارگردانی شد. این ترانه در کشورهای استرالیا، فنلاند و زلاندنو و همچنین درمیان مجموعه نخستین آهنگ‌های هر خواننده، رتبه یک را به خود اختصاص داد. آهنگ «اگر عشق مرا داشتی» در قالب سی‌دی تک‌آهنگ، ۱۲ اینچ تک‌آهنگ و نوار کاست تک‌آهنگ منتشر شد.